# Necropoli di Li Muri

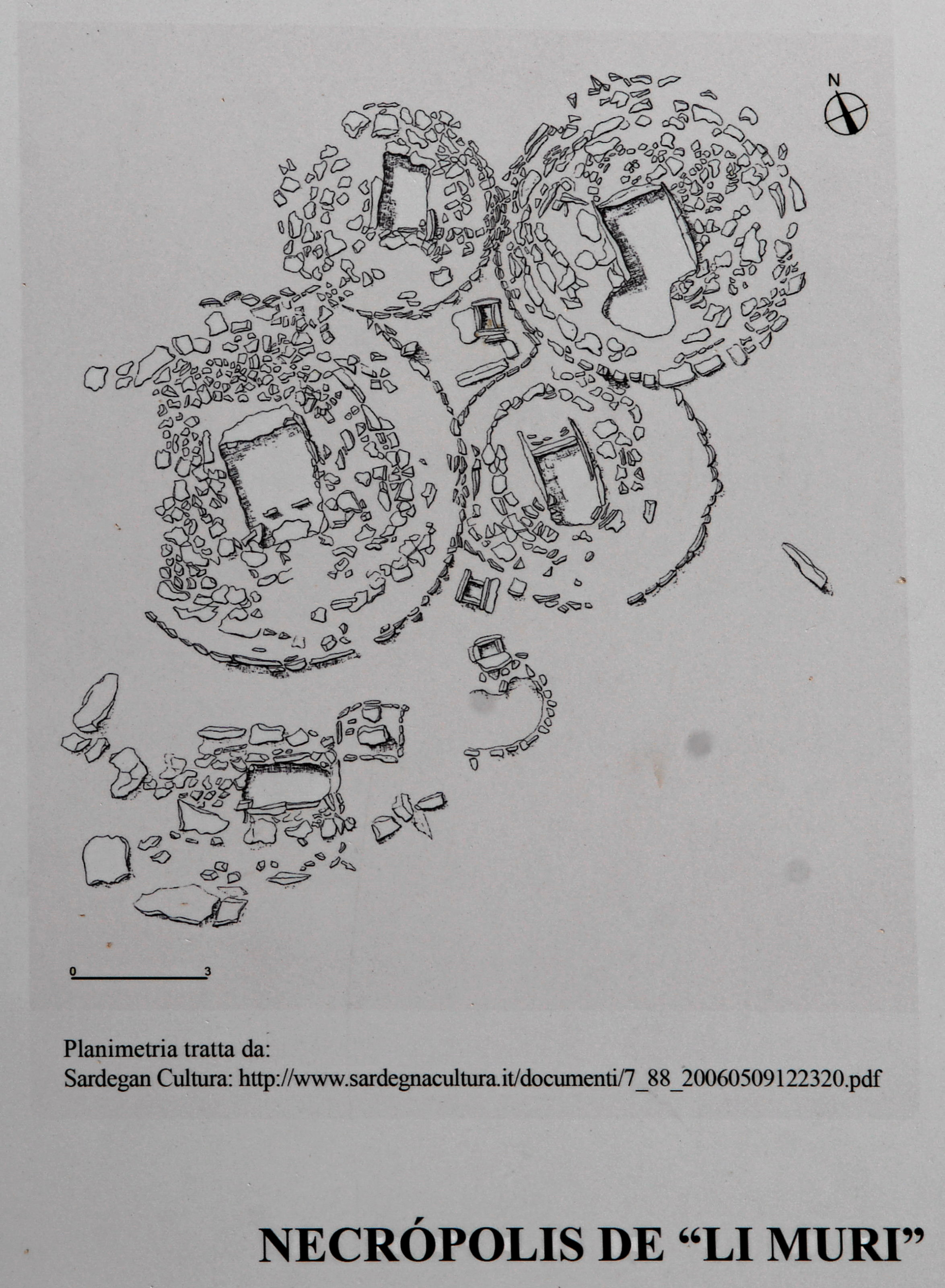
Planimetria

La necropoli di Li Muri è un sito archeologico situato nel territorio del comune di Arzachena, in provincia della Gallura Nord-Est Sardegna.
Assieme ad altre aree archeologiche prenuragiche dell'isola, nel 2025 il sito è stato inserito nell'elenco dei patrimoni dell'umanità dell'UNESCO.

## Descrizione
La necropoli, datata al Neolitico medio o recente e ascrivibile alla cultura di Arzachena o "gallurese", è composta da cinque casse litiche, quattro delle quali contornate da circoli di pietre conficcate nel terreno che, originariamente, delimitavano il tumulo in terra e pietrisco che veniva eretto sopra la sepoltura.
Le casse sono a forma quadrangolare e sono formate da delle lastre di pietra. Al loro interno veniva sepolto il defunto, probabilmente singolarmente (a differenza dal resto della Sardegna dove le sepolture erano generalmente di tipo collettivo), il quale era accompagnato da un corredo funerario comprendente ceramiche, vasi in pietra, accettine e vaghi di collana in steatite e pietre dure. 

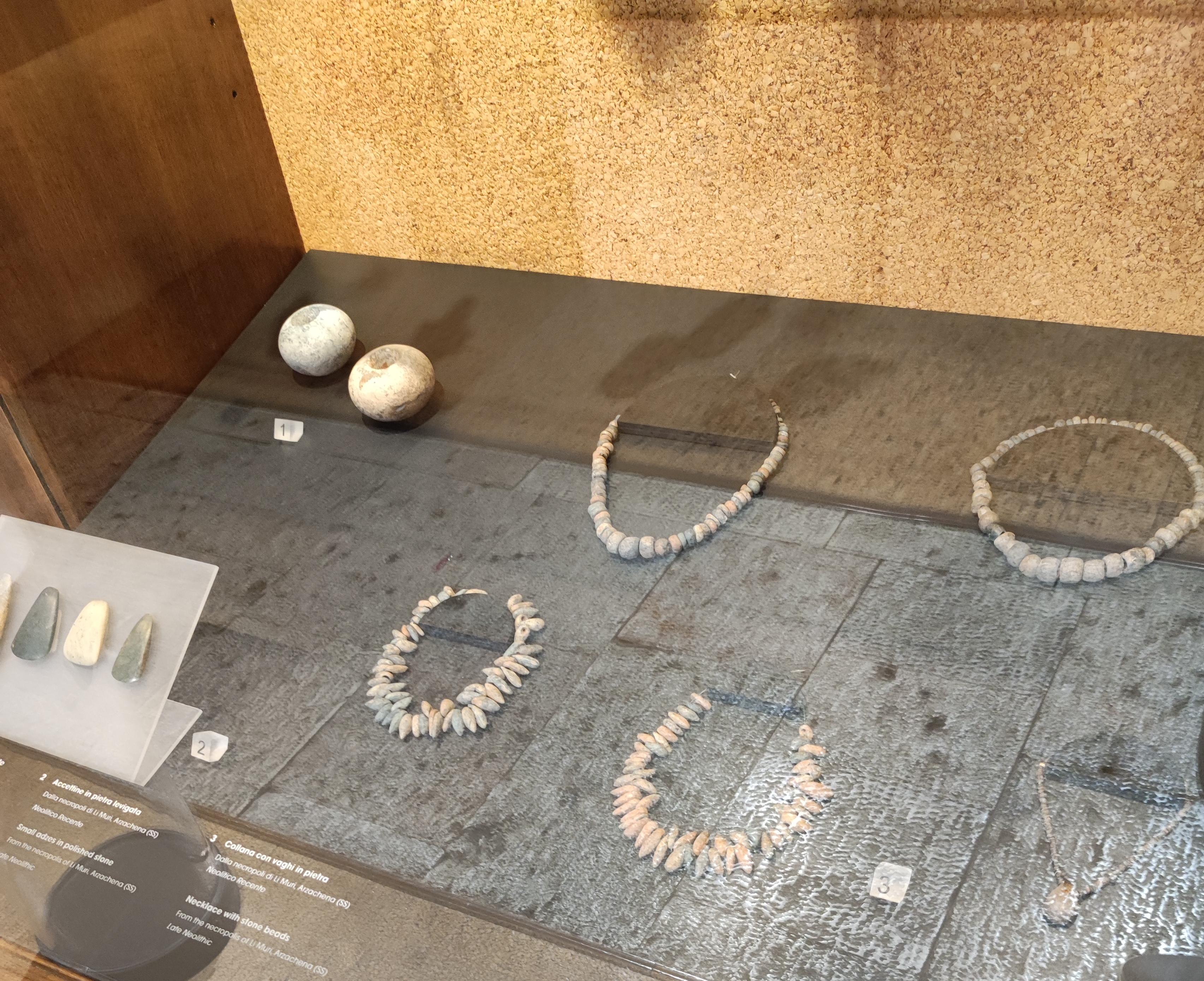
Ritrovamenti da Li Muri

Sia l'architettura della necropoli che i corredi rinvenuti mostrano analogie con siti contemporanei della Corsica e della regione provenzale e pirenaica.